# URB602
URB602是一种含氮有机化合物，化学式C
19H
21NO
2，属于一种大麻素类似物，能抑制2-油酸单甘油酯（2-OG）、2-花生四烯酸甘油（2-AG）等单酸甘油酯的水解，2003年首次发现。